# Phyllodromica nuragica
Phyllodromica nuragica es una especie de cucaracha del género Phyllodromica, familia Ectobiidae. Fue descrita científicamente por Failla & Messina en 1982.
Habita en Italia.